# Ronnie O'Sullivan
Ronald Antonio O'Sullivan (Biệt danh The rocket) sinh ngày 05/12/1975 là một vận động viên snooker chuyên nghiệp người Anh. Anh là tay cơ vĩ đại và thành công nhất trong lịch sử snooker với 7 lần vô địch thế giới cùng lối đánh hoa mỹ của mình.
Là một thần đồng lúc còn trẻ, O'Sullivan bắt đầu chơi pool khi lên 7 tuổi trước khi chuyển sang và gắn bó với snooker, đã đạt 100 điểm đầu tiên ở độ tuổi 10, và trở thành nhà vô địch Anh dưới 16 tuổi ở tuổi 13. Vào ngày 13 tháng 3 năm 1991, khi mới 15 tuổi 98 ngày tại giải English Amateur Championship, anh trở thành cơ thủ trẻ nhất đạt điểm mở cơ tối đa trong một cuộc thi được công nhận, một kỷ lục anh giữ cho đến năm 2017. Sau khi giành chức vô địch IBSF World Under-21 Snooker Championship và Junior Pot Black năm 1991, anh bắt đầu thi đấu chuyên nghiệp năm 1992. Anh đã giành được giải lớn đầu tiên ở tuổi 17 năm và 358 ngày khi đánh bại Stephen Hendry trong trận chung kết Giải vô địch Anh năm 1993 để trở thành người chiến thắng trẻ nhất giành một danh hiệu được xếp hạng, một kỷ lục mà anh vẫn giữ. Anh cũng là tay cơ trẻ nhất từng đoạt giải Masters, đã giành được danh hiệu đầu tiên vào năm 1995 ở tuổi 19 năm và 69 ngày.
Về thành tích, O'Sullivan đã 7 lần vô địch World Snooker Championship, 7 lần giành danh hiệu Masters và 7 chức vô địch UK Championship.
Trong suốt sự nghiệp của mình, O'Sullivan đã được chú ý với tính khí bất thường cùng với đời tư phức tạp, chính vì thế anh đã nhận được nhiều cảnh cáo và trừng phạt từ cơ quan quản lý Snooker do các hành vi và bình luận của mình. Sự nghiệp và đời tư của anh luôn khiến báo chí phải tốn rất nhiều giấy mực.